# دلبر (یوزپلنگ)

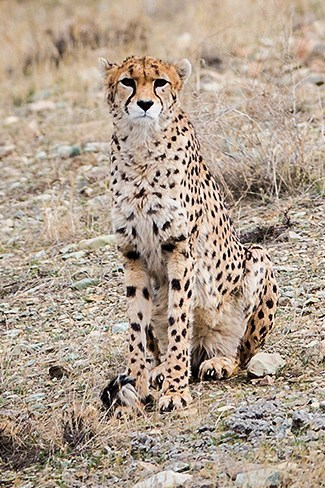
دلبر در پارک پردیسان (۱۳۹۴)

دلبر نام یک یوزپلنگ آسیایی ساکن منطقه حفاظت شده توران در ایران است که در خردسالی زنده‌گیری شده‌است. این یوزپلنگ برای تولید مثل با دیگر یوزپلنگ زنده‌گیری شده ایرانی با نام کوشکی در اسارت نگهداری می‌شود. یوزپلنگ نر کوشکی در بهمن ۱۴۰۱ به دلیل کهولت سن از دنیا رفت.

## به دام افتادن
این توله یوز ماده ایرانی در سال ۱۳۹۰ به وسیله سگ‌های شکاری یک چوپان افغان در شهرستان شاهرود به دام افتاد و توسط وی پرورش یافت. با اطلاع یکی از ساکنان محلی یوزپلنگ از چوپان گرفته شده و در اختیار سازمان محیط زیست ایران قرار گرفت.

## نگهداری
دلبر که هرگز شکار کردن را نیاموخت در یک محیط حفاظت شده زیر نظر سازمان محیط زیست ایران نگهداری می‌گردد. این یوز پلنگ ایرانی یکی از ۳۴ یوزپلنگ آسیایی زنده در جهان است. دلبر با خرگوش زنده و گوشت گوسفند تغذیه می‌شد.
در پاییز سال ۱۳۹۳ دلبر به همراه کوشکی به مرکز تکثیر و بازپروری یوز آسیایی پردیسان تهران منتقل شدند تا در اسارت تولید مثل نمایند. در اسفند ۱۳۹۳، در اقدامی نادر، دلبر با کوشکی، جفت‌گیری کرد ولی به دلیل عفونت کلیوی دلبر، دامپزشکان، مجبور به سقط جنین وی شدند. در نهایت، عفونت کلیوی دلبر، در خلال یک عمل جراحی در تهران، کاملاً برطرف شد ولی این یوزپلنگ، همچنان از مشکلات کلیوی رنج می‌برد. دلبر در حال حاضر در سایت مرکز تحقیقات یوزپلنگ آسیایی پارک ملی توران تحت حفاظت است.

## چیتبال
در جریان حضور تیم ملی فوتبال ایران در جام جهانی ۲۰۱۴، طرحی از یوزپلنگ آسیایی به عنوان یکی از گونه‌های نادر و در معرض خطر بر روی پیراهن این تیم نقش بست.
چیتبال در بستر همین جریان متولد شد و به همین دلیل این نام تلفیقی است از چیتا (ترجمه یوزپلنگ) و فوتبال (Cheetball ادغام شدهٔ دو واژهٔ Cheetah + football است)
فرق چیتبالها در رنگ چشمهایشان است؛ رنگ چشم چیتبال دلبر قرمز و رنگ چشم چیتبال کوشکی سبز است.